# Fort Nya Elfsborg

Lägeskarta under Nya Sverigetiden.

Fort Nya Elfsborg (även Nya Älvsborg, engelska: Fort Elfsborg) var en svensk bosättning i Nordamerika. Anläggningen grundades 1643 som del i den svenska kolonin Nya Sverige. Fortet låg i den nuvarande amerikanska delstaten New Jersey som enda svenska bosättning i området.

## Geografi
Fort Nya Elfsborg låg på östra stranden av Delawarefloden cirka 25 km söder om Fort Christina mellan stadsdelen Elsinboro och floden Alloway Creek i dagens Salem.
Idag är området utmärkt med en ”Historical Marker” på Fort Elfsborg Road.

## Anläggningen
Från början bestod anläggningen endast av en försvarsanläggning (skans), senare utvidgades bebyggelsen och Fort Nya Elfsborg syftar till hela området och alla dess byggnader.
Skansen uppfördes helt i trä i form av en fyrkant, bemanningen uppgick till 13 soldater och beväpningen bestod av 8 lätta kanoner och en tung kanon.
Idag återstår inget av fortets anläggningar förutom ett minnesmärke i sten vid Elsinboro Township School.

## Historia
Skansen uppfördes våren 1643 under ledning av Johan Björnsson Printz vid Delawareflodens östra strand samtidigt med Fort Nya Göteborg, befälhavare blev Sven Skute. Fortet skulle ersätta Fort Christina några mil uppströms som huvudort för kolonin och skära av Holländska Västindiska Kompaniets fartygstrafik till Fort Nassau.. 1645 flyttade Printz dock huvudorten till Fort Nya Göteborg.
Kring 1651 övergavs fortet samtidigt med Fort Nya Korsholm, delvis beroende på läget i de mygginfesterade träskmarkerna runt anläggningen, myggbetten skapade stora besvär för fortets soldater som gav anläggningen öknamnet "Fort Myggenborgh".
I maj 1654 anlände Johan Classon Rising med fartyget "Örnen" och ytterligare cirka 350 kolonisatörer, expeditionen ankrar den 20 maj först vid Fort Nya Elfsborg men finner det övergivet och fortsätter uppför floden till Fort Casimir.
1932 uppsattes "Historical Marker" skylten av Historic Markers Commission.
Den 6 juni 2004 invigdes minnesmärket.